# 市川誠
市川 誠（いちかわ まこと、1912年3月11日 - 1999年5月21日）は、昭和時代の労働運動家。日本労働組合総評議会（総評）議長。

## 経歴
埼玉県所沢市生まれ。高等小学校卒業後、1931年陸軍航空本部所沢支部の給仕をしながら早稲田中等夜学校を卒業。1932年専検に合格。兵役を経て、1945年10月アメリカ軍ジョンソン基地に就職。1946年4月ジョンソン飛行場従業員組合初代書記長。1948年全国進駐軍労働組合同盟（全進同盟）書記長。1953から1976年全駐留軍労働組合（全駐労）中央執行委員長。1970年8月から1976年7月日本労働組合総評議会（総評）議長。1976年総評顧問。1977年公共企業体等労働委員会（公労委）委員、1978年第5期行政監理委員会委員。この間、1956年の第4回参議院議員通常選挙に全国区から日本社会党公認で立候補したが落選した。
総評議長退任後は日中、日朝友好運動などに取り組み、日中友好国民運動連絡会議議長、日中労働者交流協会初代会長（1974年から）、日中民間人会議顧問、朝鮮の自主的平和統一を支持する日本委員会初代代表委員（1970年から）、同国際連絡委員会副議長（1978年から）、民主カンボジア国際会議日本委員会代表、原水爆禁止日本国民会議（原水禁）代表委員などを務めた。
また総評3顧問（太田薫・市川誠・岩井章）として「連合」主導型労働戦線統一に反対し、1981年8月に「労戦統一に関する要望書」を発表。1983年3月に労働運動研究センター（労研センター）を結成し、代表幹事。1987年9月に総評幹事会は3人を顧問に推薦せず、総評顧問を事実上解任された。1989年の全国労働組合連絡協議会（全労協）結成に尽力。『労働情報』顧問（1977から1995年）、同代表（1982から1992年）も務めた。
1999年5月21日、肺炎のため埼玉県所沢市の病院で死去。87歳。

## 人物
1951年に結成された労働者同志会の主要メンバー。1953年に労働者同志会が平垣美代司、石黒清、北川義行、市川誠、清水慎三ら高野派と、太田薫、岩井章、宝樹文彦、原茂ら反高野派に分裂。1954年に高野派の労組幹部や学者・文化人が創刊した雑誌『国民』の発起人の1人となった。1956年に高野派に推されて総評議長に立候補したが、太田、岩井、宝樹、原らに推された原口幸隆に169対130の大差で敗北した。1961年に総評社会党員全国連絡協議会代表幹事、1970年に総評議長となった。1977年に雑誌『労働情報』が創刊された際には松尾喬、兼田富太郎、清水慎三とともに顧問となった。

## 著書
- 『直言 総評三顧問 日本労働運動再生への構想』（太田薫、市川誠、岩井章他著、柘植書房、1983年）
- 『朝鮮で見たこと考えたこと』（彩流社、1989年）